# Cantonul Auch-Nord-Est
Cantonul Auch-Nord-Est este un canton din arondismentul Auch, departamentul Gers, regiunea Midi-Pyrénées, Franța.

## Comune
| Comune       | Populație (1999) | Cod poștal | Cod INSEE |
| ------------ | ---------------- | ---------- | --------- |
| Auch         | 21 838 (1)       | 32000      | 32013     |
| Augnax       | 56               | 32120      | 32014     |
| Crastes      | 205              | 32270      | 32112     |
| Lahitte      | 185              | 32810      | 32183     |
| Leboulin     | 285              | 32810      | 32207     |
| Montégut     | 397              | 32550      | 32282     |
| Nougaroulet  | 290              | 32270      | 32298     |
| Puycasquier  | 424              | 32120      | 32335     |
| Tourrenquets | 117              | 32390      | 32453     |